# Heberdenia
Heberdenia é um género botânico pertencente à família Myrsinaceae.